# Idaea capnaria
Idaea capnaria är en fjärilsart som beskrevs av Rudolf Püngeler 1909. Idaea capnaria ingår i släktet Idaea och familjen mätare. Inga underarter finns listade i Catalogue of Life.